# Municipio de Taopi
El municipio de Taopi (en inglés: Taopi Township) es un municipio ubicado en el condado de Minnehaha en el estado estadounidense de Dakota del Sur. En el año 2010 tenía una población de 330 habitantes y una densidad poblacional de 3,65 personas por km².

## Geografía
El municipio de Taopi se encuentra ubicado en las coordenadas 43°48′29″N 96°56′50″O / 43.80806, -96.94722. Según la Oficina del Censo de los Estados Unidos, el municipio tiene una superficie total de 90.48 km², de la cual 90,08 km² corresponden a tierra firme y (0,44 %) 0,4 km² es agua.

## Demografía
Según el censo de 2010, había 330 personas residiendo en el municipio de Taopi. La densidad de población era de 3,65 hab./km². De los 330 habitantes, el municipio de Taopi estaba compuesto por el 99,09 % blancos y el 0,91 % eran de una mezcla de razas. Del total de la población el 0,3 % eran hispanos o latinos de cualquier raza.